# Lankascincus sripadensis
Lankascincus sripadensis là một loài thằn lằn trong họ Scincidae. Loài này được Mendis Wickramasinghe, Rodrigo, Dayawansa & Jayantha mô tả khoa học đầu tiên năm 2007.